# بادی استاکینگ

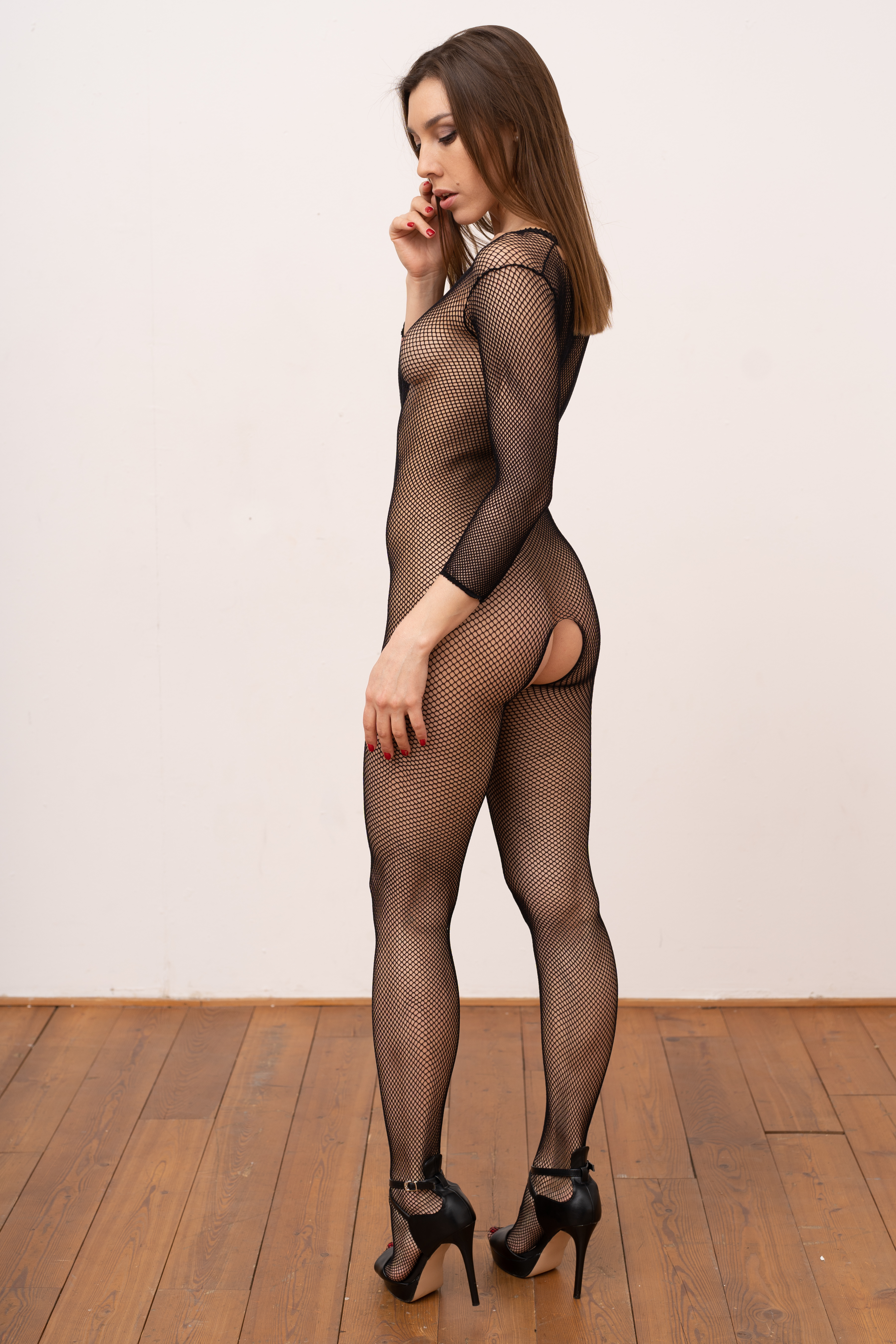
یک بادی تور زنانه

بادی توری یا بادی استاکینگ (به انگلیسی: body stocking) پوشاکی یک تکه و تنگ است که نیم تنه، پاها و گاهی بازوهای شخص را می‌پوشاند. بادی تور معمولاً گونه‌ای پوشاک زیر شمرده‌است که معمولاً از پارچه‌ای شفاف همانند پارچه‌ای که برای جوراب‌های ساق بلند یا جوراب شلواری استفاده می‌شود، یا از تور، توری دیزاین شده یا مواد مات یا انواعی از این مواد ساخته می‌شود.
مشخص نیست نخستین بادی تور چه زمانی ساخته شد یا چه زمانی برای اولین بار پوشیده شد.